# Aeroportul West Kutai Melalan
Aeroportul West Kutai Melalan (IATA: GHS, ICAO: WALE) este un aeroport din Kalimantanul de Est, Indonezia.
Situat la o altitudine de 100 m, aeroportul dispune de o singură pistă.